# Gaafu Alif-atol
Het Gaafu Alif-atol (Huvadhu-atol) is een bestuurlijke divisie van de Maldiven.
De hoofdstad van het Gaafu Alif-atol is Vilingili.

## Geografische indeling

### Atollen
Het Gaafu Alif-atol bestaat uitsluitend uit het noordelijke deel van het Huvadhu-atol.

### Eilanden
Het Gaafu Alif-atol bestaat uit 82 eilanden, waarvan er 10 bewoond zijn.

#### Bewoonde eilanden
De volgende bewoonde eilanden maken deel uit van het atol:
- Dhaandhoo
- Dhevvadhoo
- Dhiyadhoo
- Gemanafushi
- Kanduhulhudhoo
- Kolamaafushi
- Kondey
- Maamendhoo
- Nilandhoo
- Vilingili

#### Onbewoonde eilanden
De volgende onbewoonde eilanden maken deel uit van het atol:
1. Araigaiththaa
2. Baavandhoo
3. Baberaahuttaa
4. Bakeiththaa
5. Beyruhuttaa
6. Beyrumaddoo
7. Bihuréhaa
8. Boaddoo
9. Bodéhuttaa
10. Budhiyahuttaa
11. Dhevvalaabadhoo
12. Dhevvamaagalaa
13. Dhigémaahuttaa
14. Dhigudhoo
15. Dhigurah
16. Dhonhuseenahuttaa
17. Falhumaafushi
18. Falhuverrehaa
19. Farudhulhudhoo
20. Fénéhuttaa
21. Fenrahaa
22. Fenrahaahuttaa
23. Funadhoovillingili
24. Funamaddoo
25. Galamadhoo
26. Haagevillaa
27. Hadahaa
28. Hagedhoo
29. Heenamaagalaa
30. Hirihuttaa
31. Hithaadhoo
32. Hithaadhoogalaa
33. Hulhimendhoo
34. Hunadhoo
35. Hurendhoo
36. Idimaa
37. Innaréhaa
38. Kalhehuttaa
39. Kalhudhiréhaa
40. Kanduvillingili
41. Keesseyréhaa
42. Kendheraa
43. Koduhuttaa
44. Kondeymatheelaabadhoo
45. Kondeyvillingili
46. Kudalafari
47. Kuddoo
48. Kudhébondeyyo
49. Kudhéfehélaa
50. Kudhéhuttaa
51. Kureddhoo
52. Lhossaa
53. Maadhiguvaru
54. Maaféhélaa
55. Maagehuttaa
56. Maakanaarataa
57. Maamutaa
58. Maarandhoo
59. Maaréhaa
60. Mahaddhoo
61. Maththidhoo
62. Maththuréhaa
63. Médhuburiyaa
64. Médhuhuttaa
65. Medhuréhaa
66. Melaimu
67. Meradhoo
68. Minimensaa
69. Munaagala
70. Munandhoo
71. Odagallaa
72. Raaverrehaa
73. Rinbidhoo
74. Thinrukéréhaa
75. Uhéréhaa
76. Viligillaa
77. Vodamulaa

Haa Alif-atol · Haa Dhaalu-atol · Shaviyani-atol · Noonu-atol · Raa-atol · Baa-atol · Lhaviyani-atol · Kaafu-atol · Alif Alif-atol · Alif Dhaal-atol · Vaavu-atol · Meemu-atol · Faafu-atol · Dhaalu-atol · Thaa-atol · Laamu-atol · Gaafu Alif-atol · Gaafu Dhaalu-atol · Gnaviyani-atol · Seenu-atol · Malé